# J'attendrai (album)
Pour les articles homonymes, voir J'attendrai.
Albums de Dalida
Manuel
(1974) Coup de chapeau au passé
(1976)
J'attendrai est un album de Dalida paru en 1975. Il présente les plus principaux succès musicaux de la chanteuse entre 1970 et 1975 comme Gigi l'amoroso et J'attendrai.

## Présentation
Neuvième album paru chez Sonopresse, l'album contient l'un des plus gros succès que la chanteuse a connu au cours des années 1970 : J'attendrai, reprise disco du grand succès interprété en 1938 par Rina Ketty, et qui sera plus tard une des chansons emblématiques du début de la Seconde Guerre mondiale. Sur les dix plages que compte l'album, sept sont des nouvelles compositions dont quatre seront commercialisées en 45 tours.
Le fer de lance de cet album sera le duo enregistré avec le comte de Saint-Germain qui partage sa vie depuis trois ans. Enregistré afin de réitérer le succès équivalent à Parole parole, le duo ne trouvera malheureusement pas son public malgré une promotion intensive. Le quatrième et dernier extrait sera le plus gros succès de l'album. Sortie au début de l'année 1976, J'attendrai atteint la première place du hit parade français. Avec cette chanson, Dalida s'entoure de boys et danse au son du disco dont elle devient une des pionnières dans l'hexagone. Ce titre s'est vendu à plus de 500 000 exemplaires en 1975.
Cet album est sorti sous différents labels dans les pays suivants : 
- Allemagne (Ariola)
- Canada (Able)
- Grèce ( Phillips)
- Japon (Sevens seas)
- Pays-Bas (Oméga)
- Portugal (Discófilo)
- Turquie (Balet)

## Face A
- J'attendrai
- L'amour à la une
- C'est mieux comme ça (thème du film "le parrain 2")
- Il venait d'avoir 18 ans
- Et de l'amour, de l'amour (en duo avec St Germain)
- Ta femme

## Face B
- Ils ont changé ma chanson (uniquement sur le pressage japonais)
- Ne lui dis pas
- Raphaël
- Mein lieber herr
- Gigi l'amoroso

## Singles

### France
- Et de l'amour, de l'amour/Mon petit bonhomme
- Mein lieber herr/Nous sommes tous morts à vingt ans
- Mein lieber herr/C'est mieux comme ça
- Ne lui dis pas/Justine
- J'attendrai/L'amour à la une (disque promotionnel)
- J'attendrai/L'amour à la une

### Allemagne
- Mein lieber herr/Doch einer spielt akkordeon
- Komm züruck/Ta femme
- J'attendrai/L'amour à la une

### Canada
- Et de l'amour, de l'amour/Mon petit bonhomme
- Mein lieber herr/Nous sommes tous morts à vingt ans
- Ne lui dis pas/Manuel
- J'attendrai/Des gens qu'on aimerait connaître

### Italie
- Tornerai/Tua moglie

### Japon
- Ils ont changé ma chanson/J'attendrai

### Espagne
- Y amor, y amor/Las cosas del amor
- Mi querido señor/Todos morir a los veinte
- Volveras/Por non vivere solas

## Versions
- J'attendrai a été enregistrée en italien (Tornerai), en espagnol (Volveras) et en allemand (Komm züruck)
- Mein lieber herr a été commercialisée en allemand sous le même titre et en espagnol (Mi querido señor)
- Et de l'amour, de l'amour a été enregistrée en espagnol (Y amor, y amor)
- Ne lui dis pas a été enregistrée en italien (ciao come stai)
- L'amour à la une est parue en version alternative (un couplet supplémentaire) sur le pressage canadien de l'album.
- Mon petit bonhomme a été enregistré en allemand sous le titre "lieber kleinen mann"

## Classement hebdomadaire
| Année | Single                        | Classement | Classement | Classement | Classement            | Classement | Classement          | Classement             | Classement             | Classement           |                      |
| Année | Single                        | [ 2 ]      | [ 3 ]      | [ 2 ]      | Drapeau de la Turquie | [ 4 ]      | Drapeau de l'Italie | Drapeau de l'Allemagne | Drapeau de la Wallonie | Drapeau de l'Espagne | Drapeau de la Suisse |
| ----- | ----------------------------- | ---------- | ---------- | ---------- | --------------------- | ---------- | ------------------- | ---------------------- | ---------------------- | -------------------- | -------------------- |
| 1975  | J'attendrai                   | 1          | 4          | 9          | -                     | 2          | -                   | -                      | -                      | -                    | -                    |
| 1975  | Et de l'amour, de l'amour     | 19         | -          | -          | -                     | 3          | -                   | -                      | -                      | -                    | -                    |
| 1975  | Ne lui dis pas                | 28         | -          | -          | -                     | -          | -                   | -                      | -                      | -                    | -                    |
| 1975  | Mein lieber herr              | 20         | -          | -          | -                     | 10         | -                   | -                      | -                      | -                    | -                    |
| 1975  | C'est mieux comme ça          | -          | -          | -          | -                     | 10         | -                   | -                      | -                      | -                    | -                    |
| 1974  | Ta femme                      | 14         | -          | -          | -                     | 7          | -                   | -                      | -                      | -                    | -                    |
| 1970  | Ils ont changé ma chanson, ma | 19         | -          | -          | -                     | -          | -                   | -                      | -                      | -                    | -                    |
| 1974  | Il venait d'avoir 18 ans      | 127        | 33         | -          | -                     | 3          | 33                  | 13                     | -                      | -                    | -                    |
| 1974  | Gigi l'amoroso                | 5          | 1          | 2          | -                     | 3          | -                   | -                      | 17                     | 2                    | 1                    |